# DBU (scheikunde)
DBU, volgens de systematische naamgeving 1,8-diazabicyclo[5.4.0]undec-7-een genoemd, is een veelgebruike organische base. DBU is een kleurloze vloeistof, die in alle verhoudingen mengbaar is met water.

## Toepassingen
DBU wordt door zijn goede oplosbaarheid in veel organische oplosmiddelen gebruikt als niet-nucleofiele base. Veelal gaat het hierbij om deprotonering van relatief zure C-H-verbindingen, zoals esters van malonzuur. Tevens wordt DBU gebruikt in de coördinatiechemie als zwak-coördinerend ligand of als katalysator bij chemische reacties. Een voorbeeld van een reactie die door DBU gekatalyseerd kan worden is de Baylis-Hillman-reactie.